# 2NE1 (мини-альбом, 2011)
2NE1, также 2NE1 2nd Mini Album - второй мини-альбом корейской поп-группы 2NE1, изданный 28 июля 2011 года лейблом YG Entertainment. В Японии этот мини-альбом был издан под названием Nolza 21 сентября 2011 года. Диск получил премию MelOn Music Awards в номинации Альбом года.

## Информация об альбоме
18 апреля 2011 года 2NE1 заявили, что отложат выпуск своего дебютного японского альбома из-за трагических событий в Японии, но вместо этого займутся своим продвижением на корейском рынке. Позже, 27 июля, группа заявила, что они будут выпускать по новому синглу каждые три недели.
Мини-альбом вышел в продажу 28 июля 2011, позже он был издан в Тайвани 2011 лейблом Warner Music Taiwan, где дебютировал на 1 месте хит-парада G-Music Combo, став первым релизом группы, возглавившим тайваньский чарт. В сентябре диск всё же был издан в Японии с композициями на японском языке и под названием Nolza.
Журнал Spin поместил диск 2NE1 в топ 20 лучших поп-альбомов 2011 года

## Список композиций
Korean EP2NE1 2nd Mini Album
| №                   | Название                                                       | Длительность |
| ------------------- | -------------------------------------------------------------- | ------------ |
| 1.                  | «I Am the Best (내가 제일 잘 나가)»                            | 3:30         |
| 2.                  | «Ugly»                                                         | 4:08         |
| 3.                  | «Lonely»                                                       | 3:29         |
| 4.                  | «Hate You»                                                     | 3:33         |
| 5.                  | «Don’t Cry (Bom solo)»                                         | 3:12         |
| 6.                  | «Don’t Stop the Music» (New version - with alternative lyrics) | 3:50         |
| Общая длительность: | Общая длительность:                                            | 21:41        |

Japanese EPNolza
| №                   | Название                          | Длительность |
| ------------------- | --------------------------------- | ------------ |
| 1.                  | «I Am The Best» (Japanese)        | 3:31         |
| 2.                  | «Ugly» (Japanese)                 | 4:11         |
| 3.                  | «Lonely» (Japanese)               | 3:30         |
| 4.                  | «Hate You» (Japanese)             | 3:33         |
| 5.                  | «Don’t Stop the Music» (Japanese) | 3:50         |
| Общая длительность: | Общая длительность:               | 18:32        |

| №  | Название                   | Длительность |
| -- | -------------------------- | ------------ |
| 1. | «I Am The Best» (Japanese) |              |
| 2. | «Ugly» (Japanese)          |              |
| 3. | «Lonely» (Japanese)        |              |
| 4. | «Hate You» (Japanese)      |              |

| №  | Название                              | Длительность |
| -- | ------------------------------------- | ------------ |
| 1. | «Highlights from 2NE1TV Season 1 & 2» |              |

## Чарты
| Чарт                                 | Наивысшая позиция |
| ------------------------------------ | ----------------- |
| Южная Корея Gaon Weekly album chart  | 1                 |
| Южная Корея Gaon Monthly album chart | 1                 |
| США Billboard World albums           | 4                 |

| Чарт             | Oricon            | Позиция | Стартовые продажи | Общее кол-во продаж | Кол-во недель в чарте |
| ---------------- | ----------------- | ------- | ----------------- | ------------------- | --------------------- |
| 21 сентября 2011 | Ежедневный чарт   | 1       | 25 792            | 48 218              | 4                     |
| 21 сентября 2011 | Еженедельный чарт | 1       | 25 792            | 48 218              | 4                     |
| 21 сентября 2011 | Ежемесячный чарт  | 11      | 25 792            | 48 218              | 4                     |

### Синглы
| «Don’t Stop the Music» | 3 | —  | —  |
| «Don’t Cry»            | 1 | —  | —  |
| «Lonely»               | 1 | —  | —  |
| «I Am the Best»        | 1 | 21 | 37 |
| «Hate You»             | 3 | 14 | —  |
| «Ugly»                 | 1 | 3  | 50 |

| «Don’t Stop the Music (Yamaha «Fiore» CF Version)» | 23 |

| Чарт | Продажи        |
| ---- | -------------- |
| Gaon | 115 819 (2013) |

## Хронология издания
| Страна      | Дата                                | Формат                   | Лейбл                               | Название                                                   |
| ----------- | ----------------------------------- | ------------------------ | ----------------------------------- | ---------------------------------------------------------- |
| Южная Корея | 28 июля 2011                        | CD, цифровая дистрибуция | KMP Holdings                        | 2NE1 2nd Mini Album                                        |
| Мир         | 28 июля 2011                        | цифровая дистрибуция     | YG Entertainment                    | 2NE1 2nd Mini Album                                        |
| Тайвань     | 26 августа 2011                     | CD, цифровая дистрибуция | Warner Music Taiwan                 | Zuixin Guanjun Mini 2 Ji Taiwan Duzhan Haohua Xianding Pan |
| Япония      | 21 сентября 2011 (Japanese version) | CD, цифровая дистрибуция | Avex Group, YG Entertainment        | Nolza                                                      |
| Филиппины   | 26 мая 2012                         | CD                       | Universal Records, YG Entertainment | 2NE1 2nd Mini Album                                        |
| Таиланд     | 7 октября 2011                      | CD                       | GMM Grammy                          | 2NE1 2nd Mini Album                                        |